# Eumenes I

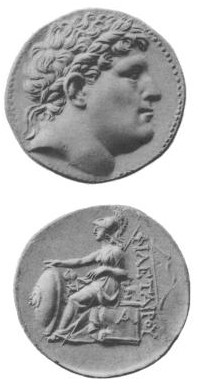
Coin struck during the reign of Eumenes I, depicting the head of Eumenes' uncle Philetaerus on the obverse and seated Athena, patron deity of the city of Pergamon, on the reverse. The writing reads ΦΙΛΕΤΑΙΡΟΥ (philetairou), "(coin) of Philetaerus".

Eumenes I của Pergamon là vua của Triều đại Attalos cai trị thành phố Pergamon ở Tiểu Á từ năm 263 trước Công nguyên cho đến khi ông mất năm 241 TCN. Ông là con trai của Eumenes, anh trai của Philetaeros, người sáng lập Triều đại Attalos, và Satyra, con gái của Poseidonios. Vì không có con, Philetaerus đã nhận Eumenes làm con nuôi để trở thành người thừa kế của mình.
Mặc dù trên danh nghĩa dưới sự cai trị của vương quốc Seleukos, Pergamon dưới thời Philetaerus đã được hưởng quyền tự trị đáng kể. Tuy nhiên, khi kế vị ông, Eumenes, có lẽ với sự khuyến khích của vua Ptolemaios II, người đã có chiến tranh với đế chế Seleucid, nổi dậy, đánh bại vua Seleukos là Antiochus I gần thủ phủ Sardis của xứ Lydia trong năm 261 TCN. Ông ta có thể đã giải phóng Pergamon, và mở rộng vùng lãnh thổ dưới sự kiểm soát của ông. Trong vùng đất của mình, ông thành lập những đội quân đồn trú ở phía bắc dưới chân núi  Ida được gọi là Philetaireia theo tên cha nuôi của mình, và ở phía đông, phía đông bắc của Thyatira gần  thượng nguồn của sông Lycus, gọi là Attaleia theo tên ông nội của ông, và ông mở rộng kiểm soát của mình về phía nam của sông Caïcus đến Vịnh Cyme. Thể hiện sự độc lập của mình, ông bắt đầu việc đúc những đồng tiền với chân dung điển hình của Philetaerus, trong khi người tiền nhiệm của ông sử dụng hình ảnh của Seleukos I Nikator
Sau khi cuộc nổi dậy li khai khỏi vương quốc Seleukos, không có bất kỳ thông tin  chiến sự nào nổ ra trong thời gian cai trị của Eumenes mà có liên quan đến Pergamon, mặc dù tiếp tục vẫn có các cuộc xung đột giữa Triều đại Seleukos và Ptolemies, và mặc dù người Gaul ở xứ Gallatia liên tục tiến hành cướp bóc trong khu vực. Nếu Eumenes đã có thể giữ Pergamon thoát khỏi từ sự tàn phá của người Gaul, có lẽ vì ông cống nạp cho họ.
Mặc dù không bao giờ thừa nhận danh hiệu "vua" Eumenes đã sử dụng tất cả các quyền hạn của một ông vua. Bắt chước các vị vua Hy Lạp khác, một lễ hội tôn vinh Eumenes, được gọi là Eumeneia, đã được tổ chức ở Pergamon.
Người ta không biết liệu ông có con hay không. "Philetaerus con trai của Eumenes" được đề cập trong một dòng chữ ở thị trấn Thespiae; có thể là con trai của Eumenes, người sau đó đã có thể mất trước khi  người cha qua đời năm 241. Eumenes đã chọn người cháu họ của mình, Attalus I, trở thành người kế vị ông là vua của Pergamon.